# Estádio Antonio de Paula Sales
Estádio Antonio de Paula Sales – stadion piłkarski, w Uruburetama, Ceará, Brazylia, na którym swoje mecze rozgrywa klub Uruburetama Futebol Clube.